# Bí tích Thánh Thể
Bí tích Thánh Thể, còn gọi là Bí tích Cực Thánh hay Bí tích Mình Thánh Chúa, là một trong bảy Bí tích của Kitô giáo, được cử hành trong phần Phụng vụ Thánh Thể của Thánh lễ. Giáo hội Công giáo Rôma tin rằng, khi người Công giáo lãnh nhận bí tích này, họ được dự phần vào Mình và Máu Chúa Giêsu Kitô và tham gia vào cuộc tế lễ của Ngài.

## Các tên gọi
Bí tích Thánh Thể vô cùng phong phú nên được gọi bằng nhiều danh hiệu khác nhau, mỗi danh hiệu gợi lên một số khía cạnh:
- Bí tích Thánh Thể được gọi là Bữa Ăn của Chúa, vì Hội Thánh tưởng niệm bữa Tiệc Ly khi Chúa cùng ăn với các môn đệ tối hôm trước ngày chịu nạn. Bữa ăn này cũng nói lên sự tiền dự vào Bữa Tiệc Cưới Con Chiên tại Giê-ru-sa-lem trên trời.
- Bí tích Thánh Thể được gọi là Lễ Tạ Ơn, vì đây chính là việc tạ ơn Thiên Chúa. Tân Ước dùng các từ Hy Lạp eucharistein (x. Lc 22,19; 1Cr 11,24) và eulogein (x. Mt 26,26; Mc 14,22), gợi nhớ lại việc người Do Thái, đặc biệt trong bữa ăn, ca ngợi Thiên Chúa vì những kỳ công Người đã thực hiện: sáng tạo, cứu chuộc và thánh hóa.
- Bí tích Thánh Thể được gọi là Lễ Bẻ Bánh, vì trong bữa Tiệc Ly (x.Mt 26,26; 1Cr 11,24). Chúa Giêsu dùng nghi thức đặc thù của người Do Thái để chúc tụng Thiên Chúa và chia bánh như người chủ tiệc thường làm (x. Mt 14,19; 15,16; Mc 8,6;19). Nhờ việc bẻ bánh, các môn đệ nhận ra Chúa sau khi Người Phục Sinh (x.Lc 24,13-15). Vì vậy, các Kitô hữu đầu tiên gọi những buổi cử hành thánh lễ là Lễ Bẻ Bánh (x.Cv 2,42.46; 20,7.11). Với thuật ngữ này, họ muốn nói: tất cả những ai cùng ăn một tấm bánh được bẻ ra là Chúa Kitô, thì được hiệp thông với Người và hợp thành thân thể duy nhất trong Người (x. 1Cr 10,16-17).
- Bí tích Thánh Thể còn được thánh Phaolô gọi là Đồng Bàn (Synaxis), vì được cử hành trong cộng đoàn tín hữu. Cộng đoàn Thánh Thể là hình ảnh hữu hình của Hội Thánh (x. 1Cr 11,17-34).
- Bí tích Thánh Thể được gọi là cuộc Tưởng niệm Chúa Giêsu chịu chết và sống lại.
- Bí tích Thánh Thể được gọi là Hy Lễ Thánh, vì hiện tại hóa hy lễ duy nhất của Chúa Cứu Thế và bao gồm lễ vật của Hội Thánh. Bí tích Thánh Thể còn được gọi là "hy tế thánh lễ", "hy lễ ca ngợi" (x. Dt 13,15; x. Tv 116, 13.17), hy lễ thiêng liêng (x. 1Pr 2,5), hy lễ tinh tuyền (x. Ml 1.11) và thánh thiện, vì hoàn tất và vượt trên mọi hy lễ trong Cựu Ước.
- Bí tích Thánh Thể được gọi là phụng vụ thánh thiện và thần linh, vì là tâm điểm và cách diễn tả cô đọng nhất của toàn thể phụng vụ Hội Thánh. Cũng vì thế, Bí tích Thánh Thể được gọi là Mầu Nhiệm Rất Thánh, Bí Tích Cực Thánh, vì là Bí tích trên các Bí tích. Chúng ta dùng thuật ngữ Thánh Thể để chỉ bánh thánh được cất giữ trong Nhà Tạm.[a]
- Bí tích Thánh Thể còn được gọi là Bí tích Hiệp Thông, vì kết hợp chúng ta với Chúa Kitô, Đấng ban Mình và Máu Người để tất cả trở nên một thân thể (x. 1Cr 10, 16-17). Bí tích Thánh Thể cũng được gọi là Sự Thánh (x. Giáo huấn các Tông đồ 8,13.12; Didaché 9,5; 10,6) theo ý nghĩa đầu tiên của "mầu nhiệm các thánh thông công" được tuyên xưng trong kinh Tin Kính của các Tông đồ. Ngoài ra, Mình Thánh Chúa còn được gọi là bánh các thiên thần, bánh bởi trời, thuốc trường sinh (x. Thánh I-nha-xi-ô An-ti-ô-ki-a, thư Ep.20,2), của ăn đàng...
- Cử hành Bí tích Thánh Thể được gọi là Thánh Lễ, Lễ Mi-sa, do từ Latinh missio nghĩa là sai đi. Thánh lễ kết thúc với lời Hội Thánh sai các tín hữu đi vào đời, để họ thực thi thánh ý Thiên Chúa trong cuộc sống hằng ngày.

## Nghi thức
Rước lễ là ăn và uống Mình Thánh Chúa qua hình thức bánh mì (không men trong Nghi lễ Latinh, và có men trong hầu hết các Nghi lễ Đông phương) và rượu nho đã được truyền phép.
Theo đức tin của người Công giáo, biến đổi từ bánh mì và rượu nho thành Mình và Máu của Chúa Kitô là sự biến đổi thần tính (hoặc biến đổi bản thể) trong khi những tính chất vật lý, hóa học không thay đổi. Họ cũng tin rằng Bí tích Thánh Thể có khả năng nuôi dưỡng linh hồn.
Bánh và rượu sẽ trở thành Mình Thánh và Máu Thánh Chúa khi Linh mục đọc lời truyền phép và không còn là Mình và Máu Chúa nữa khi bánh và rượu không còn tính chất của bánh và rượu.
Chỉ có Giám mục hay linh mục mới có quyền cử hành Bí tích Thánh Thể.